# Yvoir

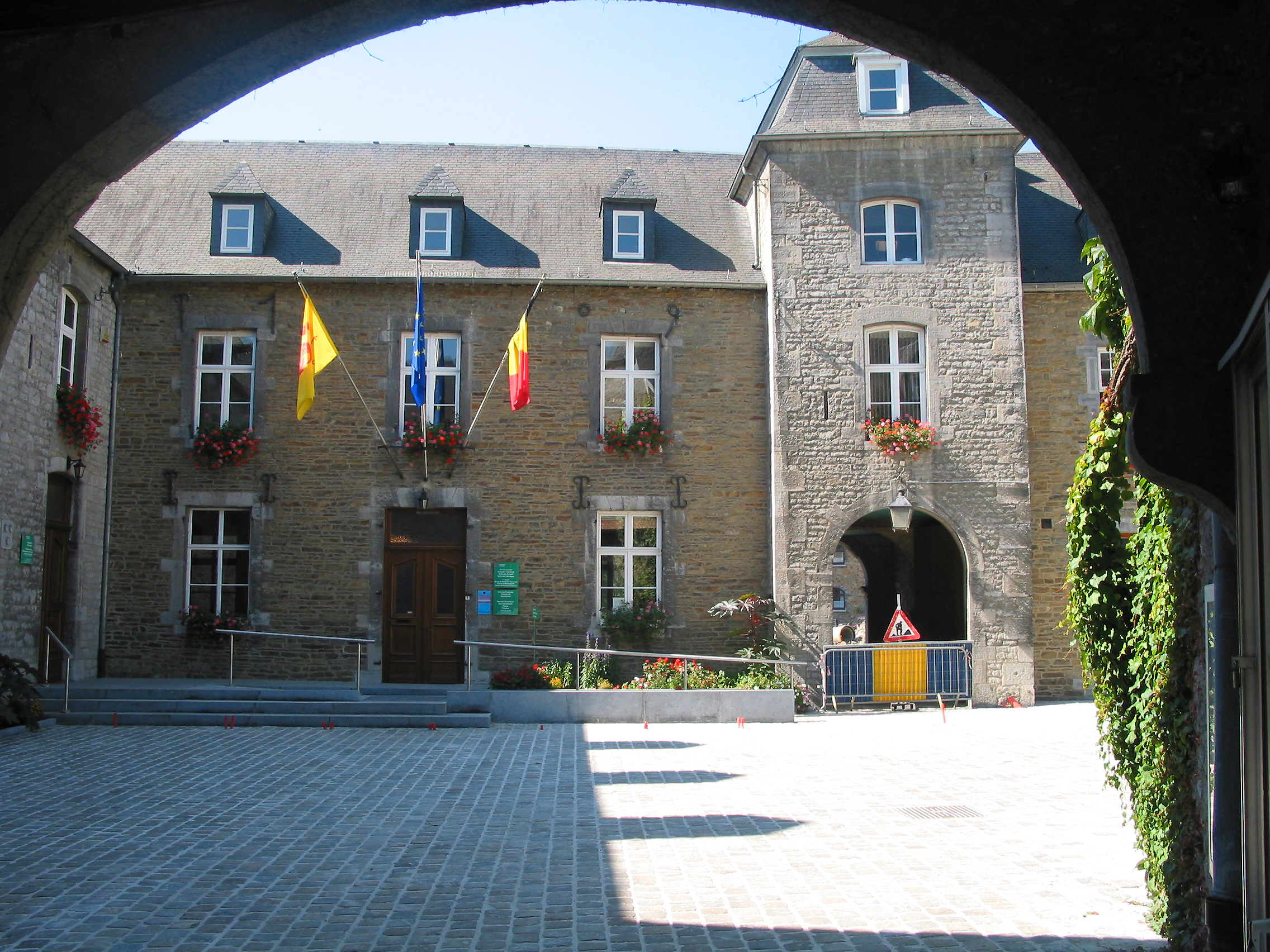
Yvoir: Rathaus

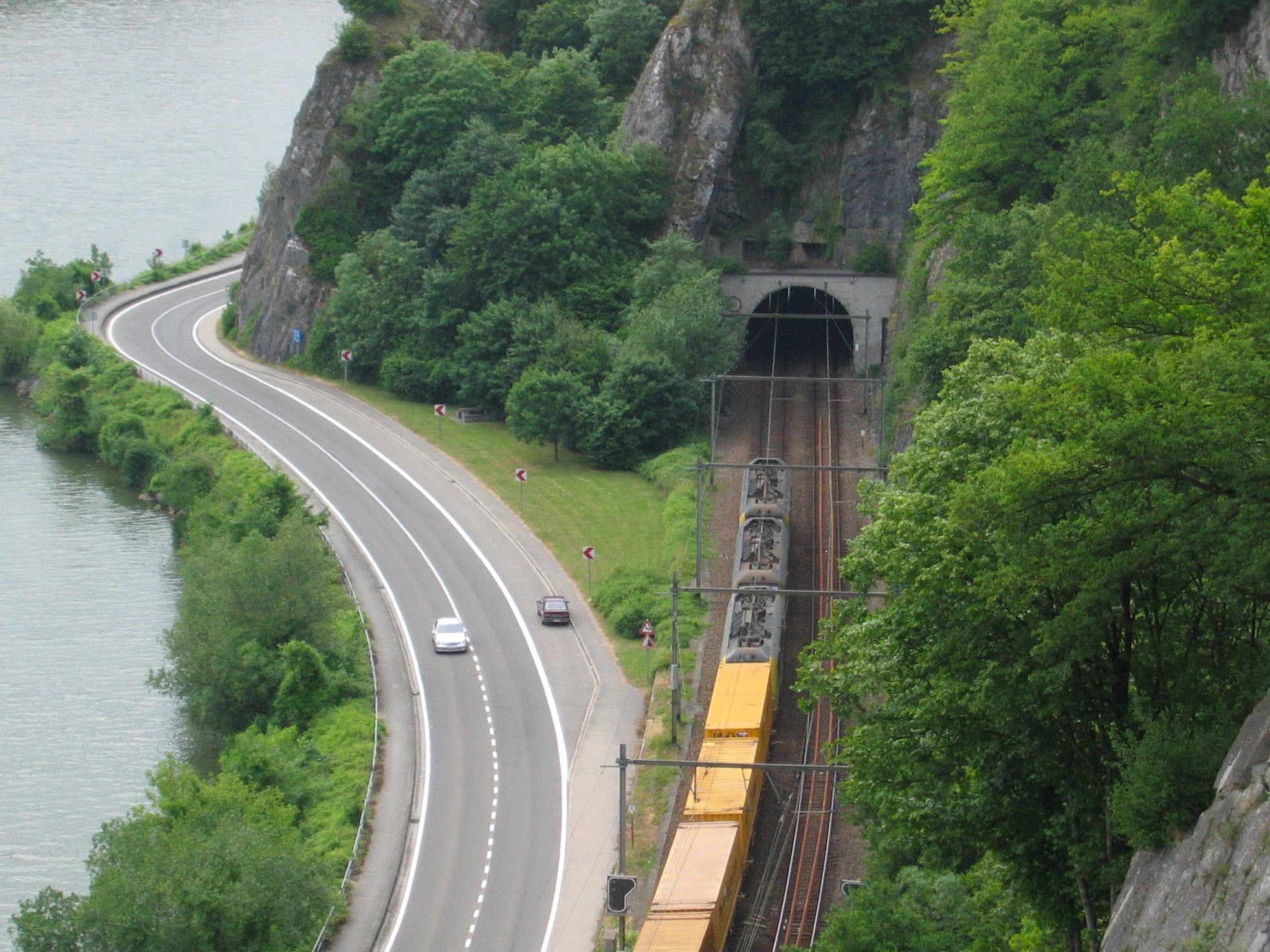
Uferstraße an der Maas und Tunnel von Godinne (Südeinfahrt)

Yvoir ist eine Gemeinde in der Provinz Namur im wallonischen Teil Belgiens. 
Die Gemeinde legt an der rechten Seite der Maas und besteht aus den Ortsteilen Yvoir, Dorinne, Durnal, Evrehailles, Godinne, Houx, Mont, Purnôde und Spontin.
Im Ortsteil Mont-Godinne befindet sich ein Lehrkrankenhaus der Universitätsklinik der Katholischen Universität Louvain-la-Neuve.
Im Ortsteil Spontin steht das Schloss Spontin.

## Verkehr
Die Bahnstrecke Athus-Meuse-Linie verbindet den Agglomerationsraum von Namur an der Maas (= Meuse) mit den belgischen Ardennenorten Dinant, Virton, Athus und Arlon. Von diesen Orten aus führen Strecken weiter nach Frankreich und Luxemburg.
Von Yvoir nach Ciney fährt eine Museumseisenbahn Le Chemin de fer du Bocq.

## Sport
1975 fand die Straßen-Radweltmeisterschaft in Yvoir statt.

## Sonstiges
Ein Zeitabschnitt des Karbon, Ivorium, ist nach dem Ort Yvoir benannt. 
Der Belgisch Granit, ein grau-blauer bis anthrazitfarbener Kalkstein, wurde im Bocq-Tal östlich von Yvoir abgebaut und unter dem Namen Petit granit du Bocq vertrieben.